# Oberea ruficeps
Oberea ruficeps es una especie de escarabajo longicornio del género Oberea, subfamilia Lamiinae. Fue descrita científicamente por Fischer en 1842.
Se distribuye por China, Kazajistán, Uzbekistán y Rusia (Siberia). Mide 10 milímetros de longitud. El período de vuelo de esta especie ocurre únicamente en el mes de junio.